# Stella Artois

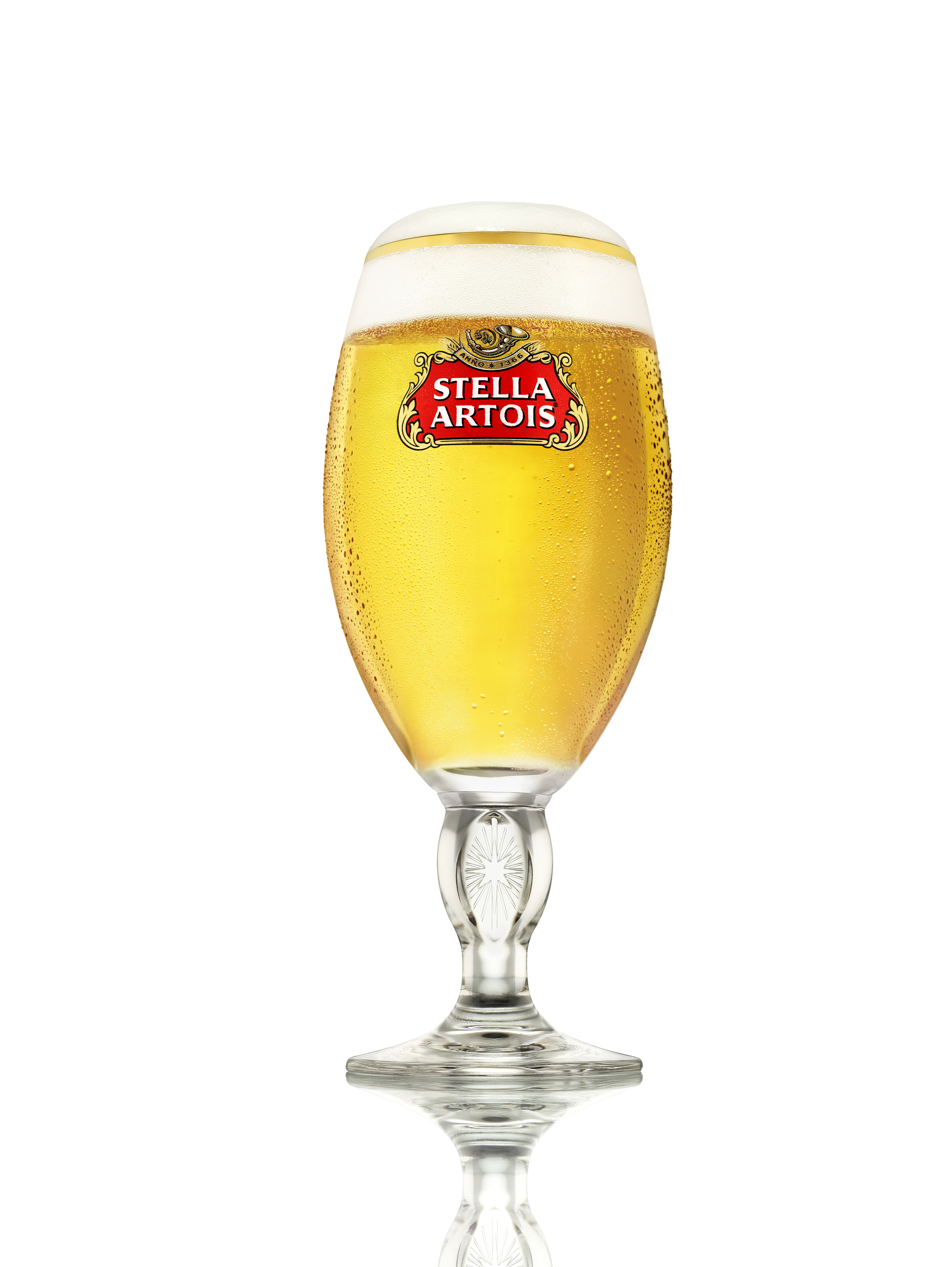
Пляшка та банка Stella Artois.

Stella Artois (МФА: [ˈstɛlə ɑrˈtwɑː]) — пиво низового бродіння, світлий лагер, що традиційно виготовляється у Левені, Бельгія з 1926 року.
Наразі — світова торговельна марка, що належить найбільшому у світі виробнику пива корпорації Anheuser-Busch InBev. Виробляється за ліцензією у низці країн світу, включаючи Україну.

## Історія

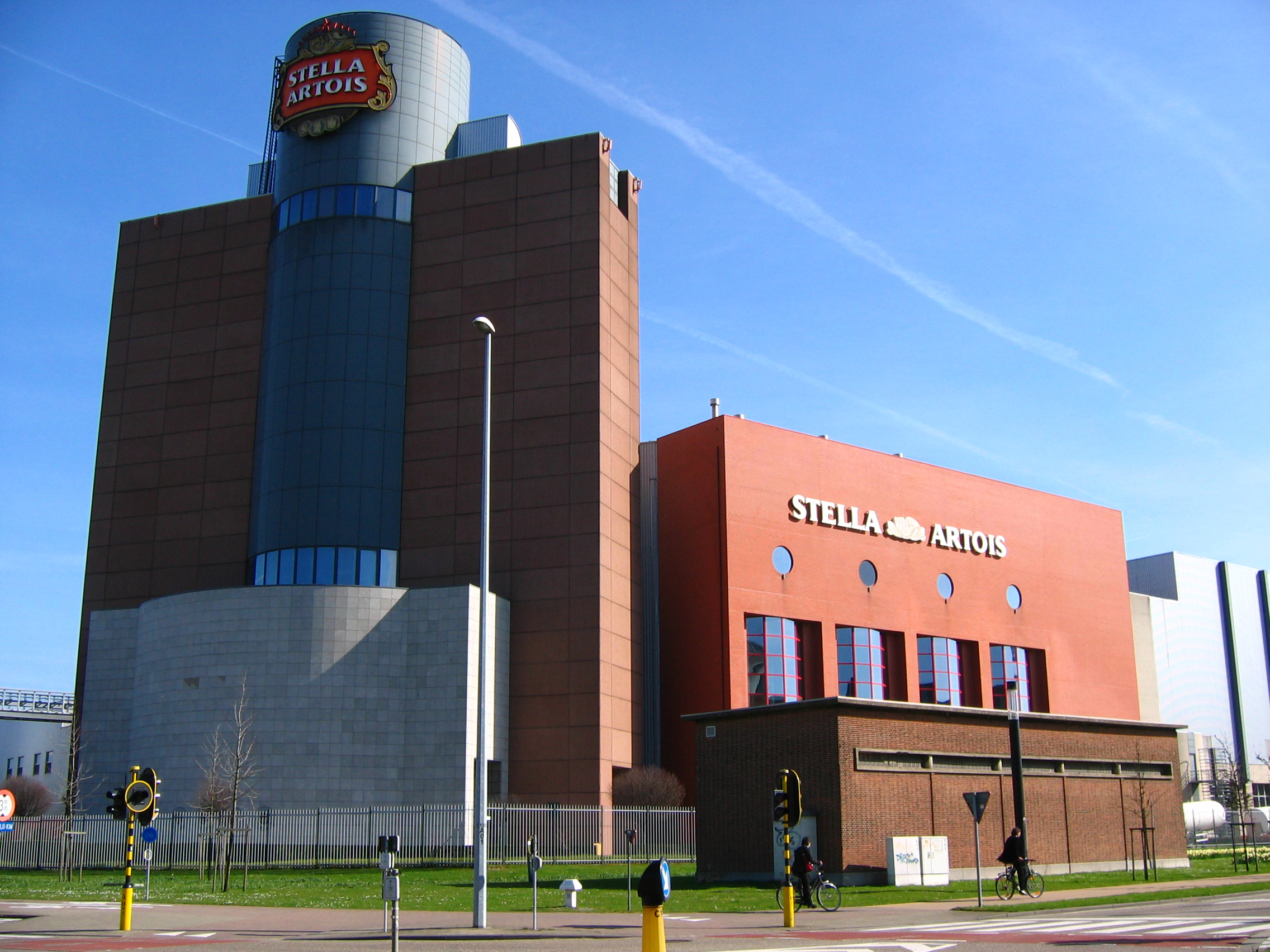
Сучасна будівля броварні у Левені.

Початком історії пива Stella Artois прийнято вважати 1366 рік — рік, яким датується перша письмова згадка про броварню Den Horen у Левені. 1708 року головним броварем цієї пивоварні став Себастьян Артуа (фр. Sebastian Artois), а 1717 року броварня отримала його ім'я.
Водночас сорт пива з сучасною назвою Stella Artois виник значно пізніше — 1926 року, спочатку як сезонний сорт, виробництво якого було приурочене до різдвяних свят. Назва сорту Stella («зірка» латинською мовою) пов'язана з різдвяною зіркою і відображає його оригінальну сезонність. Після значного комерційного успіху цього пива його випуск було вирішено продовжити на постійній основі. З того часу виробництво Stella Artois переривалося лише під час Другої Світової війни.
Вже з 1930 року Stella Artois почала експортуватися за межі Бельгії, наразі пиво цієї торговельної марки реалізується у більш ніж 80 країнах світу. 1987 року броварня Artois стала співзасновником провідної бельгійської пивоварної корпорації Interbrew, яка у свою чергу 2004 року об'єднала активи з лідером пивного ринку Південної Америки компанією AmBev, утворивши одного з провідних виробників пива у світі InBev. Нарешті 2008 року відбулося злиття InBev з компанією Anheuser-Busch, у результаті якого утворився найбільший світовий виробник пива Anheuser-Busch InBev. Наразі Stella Artois є одним з трьох світових брендів цього пивоварного гіганта, разом з Beck's та Budweiser.
Пиво Stella Artois вважається найпопулярнішим бельгійським пивом у світі, річні обсяги виробництва якого у 2008 році перевищили позначку в 100 мільйонів декалітрів. Крім броварень у Бельгії пиво цієї торговельної марки також вариться за ліцензією у декількох інших країнах, зокрема, в Австралії, Бразилії, Великій Британії, Угорщині. В Україні пиво цієї торговельної марки виробляється на чернігівському пивкомбінаті «Десна», що входить до складу корпорації ПрАТ «АБІНБЕВ ЕФЕС УКРАЇНА».

## Різновиди
Провідним сортом бренду Stella Artois є світлий лагер з густиною 11,4 % та вмістом алкоголю на рівні 4,8—5,2 % (в залежності від конкретного ринку збуту). Крім цього на деяких ринках продаються інші сорти пива під цією торговельною маркою:
- Stella Artois N/A — безалкогольне світле пиво густиною 6,5 % та вмістом алкоголю до 0,5 % (параметри наведені для ринку України).
- Stella Artois 4 — полегшена версія оригінального пива Stella Artois із вмістом алкоголю 4,0 %, випущена на британському ринку.
- Stella Artois Light — полегшена версія оригінального пива Stella Artois із вмістом алкоголю 3,4 %.
- Stella Artois Nobilis — ексклюзивне світле міцне пиво із вмістом алкоголю 7,2 %. Розливалося у пляшки ємністю 750мл, традиційні для шампанських вин.